# موش سرادوی گوش‌پشمی
موش سرادوی گوش‌پشمی (نام علمی: Thalpomys lasiotis) نام یک گونه از سرده موش‌های سرادو است.